# Gerald Brown
Gerald Edward "Gerry“ Brown (Brookings, 22 de julho de 1926) é um físico teórico estadunidense.
Trabalha com física nuclear e astrofísica. Desde 1968 é professor do Centro de Física Nuclear Teórica da Universidade de Stony Brook.